# 1-Heptén
Az 1-heptén vagy heptilén nagy szénatomszámú alkén, képlete C7H14. A kereskedelemben a heptén folyékony izomerek elegyeként kapható. Használják adalékanyagként kenőanyagokban, katalizátorként, és felületaktív anyagként. Továbbá az 1-heptént használják komonomerként polietilén előállításánál. Lobbanáspontja −8 °C, gyulladási hőmérséklete 250 °C. Nagyon kis mennyiségben jelen van alma, barack, cseresznye és szilvafák virágzásánál.

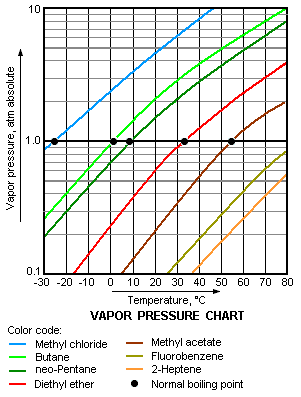
A heptén gőznyomása más folyadékokéval összehasonlítva

## Fordítás
Ez a szócikk részben vagy egészben  a(z)   1-Hepten című német Wikipédia-szócikk fordításán alapul.  Az eredeti cikk szerkesztőit annak laptörténete sorolja fel. Ez a jelzés csupán a megfogalmazás eredetét és a szerzői jogokat jelzi, nem szolgál a cikkben szereplő információk forrásmegjelöléseként.
Ez a szócikk részben vagy egészben  a   Heptene című angol Wikipédia-szócikk ezen változatának fordításán alapul.  Az eredeti cikk szerkesztőit annak laptörténete sorolja fel. Ez a jelzés csupán a megfogalmazás eredetét és a szerzői jogokat jelzi, nem szolgál a cikkben szereplő információk forrásmegjelöléseként.